# 小原初美
小原 初美（おばら はつみ、1955年2月21日 - ）は、東京都生まれの女性歌手。

## 人物・略歴
幼少時代から両親と宝塚歌劇団の舞台を観て以来、芸能界に憧れる。
バトントワリングの草分けである高山アイコに師事して、17歳で日本一になる。日本初のソリストとして日本万国博覧会（1970年）やNHK紅白歌合戦、シルバーパレードなどで活躍した。
所属していたマナセプロダクションの社長に言われて、1970年1月10日から放送が開始されたNHK総合テレビジョンの音楽番組『ステージ101』にプロのバトントワラーとして出演。それをきっかけに番組のレギュラー出演グループであるヤング101に加入した。番組オリジナルソングの一つ「若さがあるから」（山上路夫作詞・渋谷毅作曲）を歌い人気を得る。
1973年4月にヤング101を卒業した後、NHKの子供音楽番組『なかよしリズム』にお姉さんとして出演した。
ベルウッド・レコードからシングル2作とアルバム1作を発表。
現在は、数々のライブで活躍している。趣味の社交ダンスを基に、ダンス会場等で、自身のバンド「レガーロ」と共にライブも行っている。また、ダンスライブのプロデュースや構成等でも活躍。
花柳流師範。名取名は花柳亜蘭である。

## 出演
- ステージ101（1970年1月 - 1973年4月、NHK総合） - ヤング101[注釈 3]
- 第22回NHK紅白歌合戦（1971年12月31日） - 高山愛子（現・高山アイコ）バトンチームの一員として出演
- なかよしリズム（1973年4月 - 1974年3月、NHK総合） - お姉さん
- ミュージカル「屋根の上のバイオリン弾き」（1975年頃、日生劇場） - 村娘 役
- ジャストリクエスト（1976年4月 - 1977年3月、CBCラジオ）
- 星空ワイド 今夜もシャララ（1977年4月 - 1978年9月、CBCラジオ）
- 思い出のメロディー（1993年8月14日・2002年8月10日、NHK総合） - 元ヤング101[注釈 4]
- 報道特捜プロジェクト（1998年6月、日本テレビ）
- 2時間スペシャル「人に言えないうら人生」（1999年8月、フジテレビ）
- 本当は怖い家庭の医学（朝日放送テレビ）
- 新・BS日本のうた（2016年3月6日、NHK BSプレミアム） - 元ヤング101[注釈 5]

## ディスコグラフィ

### シングル
| レコード会社 規格品番 発売日 | 面 | 曲名             | 作詞         | 作曲     | 編曲     |
| ---------------------------- | -- | ---------------- | ------------ | -------- | -------- |
| BELLWOOD EP:OF-33 '75年      | A  | ひとり寝づくし   | ちあき哲也   | 浜圭介   | 佐藤準   |
| BELLWOOD EP:OF-33 '75年      | B  | 東京感情線       | ちあき哲也   | 浜圭介   | 佐藤準   |
| BELLWOOD EP:BW-5 '76年       | A  | おもいでの窓     | おかむら路子 | 谷康一   | 谷康一   |
| BELLWOOD EP:BW-5 '76年       | B  | 今夜は眠らないで | 川津恒一     | 川津恒一 | 石川鷹彦 |

### アルバム
- 優女（やしょうめ）・・・女ひとり（BELLWOOD OFL-35）1976年

| #  | タイトル         | 作詞       | 作曲           | 編曲     |
| -- | ---------------- | ---------- | -------------- | -------- |
| 1. | 「夜明けまで」   | 白石ありす | 岩沢幸夫       | 岩沢幸夫 |
| 2. | 「東京感情線」   | 千明哲也   | 浜圭介         | 佐藤準   |
| 3. | 「恋人達」       | 及川恒平   | 及川恒平       | 佐藤準   |
| 4. | 「たとえば」     | 小椋佳     | 小椋佳         | 瀬尾一三 |
| 5. | 「白い回転木馬」 | 白石ありす | よしだたくろう | 瀬尾一三 |

| #  | タイトル               | 作詞       | 作曲     | 編曲   |
| -- | ---------------------- | ---------- | -------- | ------ |
| 1. | 「ひとり寝づくし」     | ちあき哲也 | 浜圭介   | 佐藤準 |
| 2. | 「雨の坂道 赤い傘」    |            |          |        |
| 3. | 「毬つきうた」         |            |          |        |
| 4. | 「優女（やしょうめ）」 | 東海林良   | 川津恒一 | 佐藤準 |
| 5. | 「比叡おろし」         |            |          |        |

- 優女（やしょうめ）・・・女ひとり　特別ダイジェスト（BELLWOOD 17DH 5101-1）1976年

| #  | タイトル               | 作詞       | 作曲     | 編曲     |
| -- | ---------------------- | ---------- | -------- | -------- |
| 1. | 「優女（やしょうめ）」 | 東海林良   | 川津恒一 | 佐藤準   |
| 2. | 「白い回転木馬」       | 白石ありす | 吉田拓郎 | 瀬尾一三 |
| 3. | 「たとえば」           | 小椋桂     | 小椋桂   | 佐藤準   |
| 4. | 「ひとり寝づくし」     | 千明哲也   | 浜圭介   | 佐藤準   |